# The Sinking of the Lusitania
The Sinking of the Lusitania er en amerikansk stumfilm fra 1918 af Winsor McCay.